# Étalle (Ardenas)
Étalle é uma comuna francesa na região administrativa de Grande Leste, no departamento Ardenas. Estende-se por uma área de 4,5 km². Em 2010 a comuna tinha 107 habitantes (densidade: 23,8 hab./km²).